# Azerbaïdjan aux Jeux olympiques d'hiver de 2018
L'Azerbaïdjan participe aux Jeux olympiques d'hiver de 2018 à Pyeongchang en Corée du Sud du 9 au 25 février 2018. Il s'agit de sa sixième participation à des Jeux d'hiver.

## Participation
Aux Jeux olympiques d'hiver de 2018, les athlètes de l'équipe d'Azerbaïdjan participent aux épreuves suivantes : 
| Sport     | Hommes | Femmes | Total |
| --------- | ------ | ------ | ----- |
| Ski alpin | 1      | 0      | 1     |
| Total     | 1      | 0      | 1     |